# Colobaea punctata
Colobaea punctata är en tvåvingeart som först beskrevs av William Lundbeck 1923.  Colobaea punctata ingår i släktet Colobaea och familjen kärrflugor. Enligt den finländska rödlistan är arten sårbar i Finland. Arten är reproducerande i Sverige. Artens livsmiljö är strandängar vid sötvatten. Inga underarter finns listade i Catalogue of Life.